# Jean-Paul Michel (architecte)
Pour les articles homonymes, voir Jean-Paul Michel et Michel.
 ({{{date}}}).
Jean-Paul Michel, né le 10 avril 1940 à Yverdon-les-Bains et mort le 2 avril 2020 à Rennaz, est un peintre, sculpteur et architecte suisse.

## Biographie
Jean-Paul Michel est diplômé en 1961 de l’école des Beaux-Arts et d’Art appliqué de Lausanne, devenue École cantonale d'art de Lausanne où il a notamment suivi les enseignements du peintre Jacques Berger. Parmi les autres étudiants, il côtoie Pierre Keller ou Jean-Marc Besson . Il est aussi très influencé par René Berger, qui enseigne là l’histoire de l’art. 
Il a pratiqué la peinture et la sculpture, notamment au sein du “Groupe Orange” qui comprenait des artistes comme Pierre Chevalley, Rolf Lehmann ou Jean Scheurer . Son travail a été consacré par deux expositions à la galerie Maeght Zurich en 1975 et 1976. Ses travaux ont intégré plusieurs collections, notamment celle de la Banque Cantonale Vaudoise. Il a enseigné à l’Ecole normale d’Yverdon de 1960 à 1968 et à la même époque à l’école d’architecture Athenaeum , à Lausanne.
Une grande partie de ses sculptures était destinée à intégrer l’architecture de bâtiments, comme "Angle Suisse", projet qui a remporté le concours d'intervention artistique à la place d'armes de Chamblon en 1978 et surtout la Ligne de Lumière  qui a remporté en 1988 le concours du Tribunal Cantonal de Lausanne, une œuvre considérée comme un patrimoine artistique important du Canton de Vaud . Cela l’a mené à se rapprocher de l’architecture.

## Bureau d'architecture
En 1978, il crée un bureau d’architecture, le Groupe Y, avec Michel DuPasquier, Patrick Schauenberg, Pierre Kössler et Claude Morel  (1942-2018) qui sera directeur de l’institut l’architecture de l’École polytechnique fédérale de Lausanne. Une de leurs premières réalisations sera le quartier les Pugessies, à Yverdon. En 1977, le projet officiel au coin de la rue du Valentin et de la rue du Midi consiste à construire des blocs de 8 à 10 étages. Le Groupe Y va proposer au contraire un habitat groupé de maximum deux étages, animé par la coopérative des futurs habitants, qui pourront dessiner leur propre logement et le visualiser dans un laboratoire de l’EPFL. Le permis de construire est accordé en 1980 et ce quartier sera une référence en Europe pour l’habitat groupé . Il fera l’objet de plusieurs ouvrages spécialisés . “Partant de la négation de l’habitat concentrationnaire, hygiénique et répétitif, nous voulions trouver des systèmes satisfaisants au niveau du tissu dans la ville”, déclare Jean-Paul Michel au professeur Vincent Kaufmann en avril 1993 .
Le Groupe Y aura jusqu’à 40 employés et une spécialité pour l’habitat, avec le quartier du Coin de Terre à Yverdon ou une série d’immeubles à la rue de la Léchère à Bulle, construits sur mandat du fonds de pension de Nestlé. Il développera aussi des compétences dans la rénovation de bâtiments historiques : château de Grandson, château de Champvent, château de Bavois et plusieurs églises et maisons anciennes. Il réalisera également plusieurs bâtiments publics et fonctionnels, allant de la maison d’arrêt préventives de la Plaine de l’Orbe à des maisons de personnes âgées, comme les Jardins de la Plaine, à Yverdon . Le Groupe Y développera enfin une solution de construction rapide et modulaire, qui sera utilisée à Yverdon lors de l’Exposition nationale suisse de 2002. Le Groupe Y fait faillite en 2005 sur pression de la Banque Cantonale Vaudoise. Entre-temps, Jean-Paul Michel avait aussi créé le Groupe Y Développement et Gestion, pour la promotion de projets immobiliers, et l’entreprise Service Mobile, pour les travaux de second œuvre.

## Origines et famille
Jean-Paul Michel est issu d’une famille de huguenots ayant fui la France au XVIe siècle pour s’installer dans le Canton de Thurgovie, à Egnach, au bord du lac de Constance. Une branche est revenue en Suisse romande via Berne au XIXe siècle. À Yverdon, les Michel sont “peintres en tous genres”, de père en fils. Le père de Jean-Paul Michel, Paul Michel (1907-1983), spécialisé dans la peinture des charrettes postales, est aussi devenu carrossier. Son oncle, Jean-Adolphe Michel s’est installé en 1901 en Abyssinie où il a dirigé les postes du royaume puis est devenu Conseiller d'État de l’empereur Ménélik II. 
Jean-Paul Michel est le père du journaliste Serge Michel, du vendeur et activiste de la vape Nicolas Michel, du photographe Jean-Marie Michel et de l’acteur Julien Michel.

## Réalisations du Groupe Y
- Les Pugessies, construction d’un quartier avec ses futurs habitants, Yverdon, 1980
- Le Coin de terre, construction d’un quartier, Yverdon, 1983-1993
- Maison d’arrêt préventive de la Plaine de l’Orbe, Orbe, 1986
- Centre logopédique du Nord Vaudois, Yverdon, 1982
- Prison de la Croisée, Orbe, 2002
- Quartier de la Léchère, Bulle, 2002
- Résidence des Jardins de la Plaine, Yverdon, 1987
- Résidence des Jardins de l’Arroux, Étang-sur-Arroux, France, 1994
- Parc technologique Y-Parc, premier bâtiment, Yverdon, 1990
- École de la Fondation Verdeil, Yverdon, 2002
- Château de Champvent, rénovations historiques, Champvent, 1991-2005
- Chapelle Saint-Antoine, rénovation historique, La Sarraz, 1995-1997